# Gabriel von Taxis
Gabriel von Taxis, eigentlich Gabriel de Tassis, (* um 1480; † 31. März 1529 in Innsbruck) entstammte der italienischen Kurierfamilie der Taxis aus Camerata Cornello. Er war in der Zeit von 1505 bis 1529 Innsbrucker Postmeister unter Maximilian I., Karl V. und dessen Bruder Ferdinand. Nach der Machtaufteilung zwischen Karl V. und Ferdinand im Jahre 1522 stand er bis zu seinem Tod als Hofpostmeister in Ferdinands Diensten. Gabriel von Taxis war mit Katharina von Liechtenstein-Kastelkorn (de Chiaramonte) verheiratet. Von ihnen stammt die später in den Grafenstand von Thurn, Valsassina und Taxis erhobene Innsbrucker Postmeisterdynastie ab.

## Historischer Hintergrund
König Maximilian I. hatte im Jahre 1490 Innsbruck zu seinem Regierungssitz gemacht und mithilfe von Janetto, Franz und Johann Baptista von Taxis einen länderübergreifenden Kurier- und Postdienst aufgebaut. Maximilians Sohn Philipp errichtete ab 1501 in den Niederlanden einen eigenen Postdienst und ernannte Franz von Taxis zum Leiter. Zwischen 1501 und 1503 hielt sich Philipp in Kastilien auf. Auf seinen Reisen durch Frankreich versuchte er, bei dem französischen König Ludwig XII. Friedensverträge für seinen Schwiegervater Ferdinand von Aragon und seinem Vater auszuhandeln. Erfolg aber hatte er erst im Jahre 1504. Am 22. September 1504 kam es zu einem Friedensvertrag zwischen Maximilian, Ferdinand und Ludwig XII. in Blois. In der Vorbereitungsphase wurde die Nachrichtenverbindung in Stafettenform zwischen Mechelen und Innsbruck erneut als Felleisenroute eingerichtet. Wegen fehlender Reichstage und aus Geldmangel hatte es vier Jahre lang keine Felleisenlinien mehr gegeben. Philipp bezahlte die Posten bis zum Aufenthaltsort seines Vaters. Die Finanzierung der Postrouten von Innsbruck zum Ort der Hofhaltung Maximilians I. übernahm die Innsbrucker Hofkammer (Raitkammer), wobei Janetto von Taxis in Zahlungsvorlage trat.
Seit dem Jahre 1504 wurde Gabriel de Tassis als Mitarbeiter des Franz von Taxis in den Innsbrucker Raitbüchern als „Verweser der Post“ (=Verwalter) genannt. Erst ab 1510 trug er auch den Titel Postmeister.

## Tätigkeiten zur Zeit Maximilians I.
Am 29. März 1505 wurde Janetto von Taxis durch König Maximilian in Haguenau/Elsass beauftragt, eine Felleisenlinie zwischen Innsbruck, Wien und Ofen einzurichten. Der Postverkehr Wien-Ofen erfolgte nach Kalmus in offenen Rollwagen, auch Gutschiwagen genannt. Es bleibt offen, ob und wie weit Gabriel von Taxis als Innsbrucker Postmeister an der Organisation beteiligt war.
In der ersten Hälfte des Jahres 1506 organisierte Gabriel von Innsbruck aus eine Nachrichtenverbindung in Stafettenform nach Wiener Neustadt, da sich Maximilian I. zu diesem Zeitpunkt in Niederösterreich aufhielt und einen Ungarnfeldzug plante. Nach einem Stundenpass aus dem Jahre 1506 setzte Franz von Taxis am 25. März eine Felleisenstafette von Mechelen aus in Bewegung und gab Gabriel direkte Anweisungen. „Gabriel, dentro la bolzeta la una (? mia? mas?) tua letera.“ Gabriel übernahm das Felleisen am 31. März in Innsbruck und leitete es als Gabriello de tasis über Schwaz, Salzburg und Marchtrenk an Maximilian weiter.
Schon bald arbeitete Gabriel auch für die Innsbrucker Hofkammer und organisierte bis 1513 für Maximilian I. alle Nachrichtenstafetten.
Zwischen April und Juni 1512 erhielten Franz und Johann Baptista von Taxis sowie deren Familienmitglieder von Maximilian I. den einfachen Adelsbrief. Trotz entfernter Verwandtschaft gehörte auch Gabriel zu den Neugeadelten und nannte sich seitdem von Taxis.

## In Misskredit und Rehabilitierung
Ab dem 7. Juli 1513 leitete die Innsbrucker Hofkammer ein Verfahren gegen Gabriel von Taxis wegen verbotener Fremdbeförderung und Falschabrechnungen ein. Gabriel sollte eine genaue Abrechnung vorlegen, um die Vorwürfe zu entkräften. Da er sich weigerte, wurden ihm die südlichen Routen entzogen, und er wurde durch einen einheimischen Postmeister, den Kammerboten Hans Scholl ersetzt. Etwas später kam es auch zu einem Verfahren gegen Maximilians Kurier- und Postmeister Johann Baptista von Taxis, der sich zu diesem Zeitpunkt in den Niederlanden aufhielt. Nach einer erfolgreichen Intervention durch Franz von Taxis erhielten Johann Baptista und Gabriel von Taxis am 23. Februar 1515 eine Postinstruktion. Gabriel übernahm erneut die Betreibung der Postroute Innsbruck-Verona, während Johann Baptista in den Niederlanden blieb und dort Stellvertreter des Franz von Taxis wurde.
Während Maximilians Aufenthalt in den Niederlanden im Jahre 1517 war Gabriel zusätzlich für die Betreibung des nördlichen Postkurses in die Niederlande zuständig. So erhielt er am 5. März und 3. Juli 386, bzw. 368 Gulden zur Finanzierung des Postkurses „der Ainfachen posst von Marchdorf bis zu kay. Mt.“ (Kaiserlicher Majestät). „In das Niderlanndt“. Die Zahlung für den Postkurs zwischen Innsbruck und Markdorf dagegen ging weiterhin an Scholl.
Im Mai 1518 erhielt Gabriel von Taxis von Maximilian I. den Auftrag, den Postkurs in die Niederlande so verlegen, dass er keinesfalls das Land Württemberg berührte. Der Grund war die Ächtung Herzog Ulrichs.
Bis zu Kaiser Maximilians Tod am 12. Januar 1519 blieb Gabriel als Innsbrucker Postmeister und Postorganisator in seinem Amt. Anschließend betreute er für den Generalpostmeister Johann Baptista, den Nachfolger des Franz von Taxis in Brüssel, im Auftrag des späteren Kaisers Karl V. die Transitlinie ab Augsburg über Innsbruck und Trient nach Rom.

## Hofpostmeister unter Ferdinand I.
Im Januar und Februar 1522 einigten sich Karl V. und dessen Bruder Ferdinand in Brüssel auf eine Machtaufteilung. Ferdinand sollte alle Habsburger Herzogtümer außer dem Elsass verwalten, sowie das Land Württemberg, das nach der Vertreibung von Herzog Ulrich an das Haus Habsburg gefallen war. Danach begann Ferdinand, mithilfe Gabriels von Taxis ein eigenes Postnetz aufzubauen.
Am 21. Februar 1523 wurde Gabriel von Taxis durch Ferdinand zum Leiter seiner Hofpost ernannt, und er erhielt eine erste Postinstruktion. In dieser Funktion koordinierte Gabriel die Postkurse der Hofpost Ferdinands. Unter Ausnutzung der seit 1490 existierenden Niederländischen Postroute entstanden ständige Verbindungen von Innsbruck nach Trient, von Innsbruck über Linz nach Wien und von Innsbruck über Augsburg nach Stuttgart, Rheinhausen und Worms, sowie von Füssen über Stockach, Villingen und Freiburg im Breisgau nach Ensisheim.
Gabriel von Taxis starb am 31. März 1529 in Innsbruck. Nachfolger als Innsbrucker Postmeister wurde sein Sohn Josef.

## Nachfolger als Hofpostmeister in Innsbruck und Tirol
Die Nachfahren des Gabriel von Taxis wurden 1642 zu Reichsfreiherren und 1680 zu Reichsgrafen erhoben. Nach entsprechender Vorbereitung, v. a. durch Alexandrine von Taxis, erlaubte Kaiser Ferdinand III. der Familie von Taxis 1650, sich in Zukunft von Thurn, Valsassina und Taxis zu nennen.
| Amtszeiten | Namen, postgeschichtliche Ereignisse, Beförderungen |
| ---------- | --- |
| 1529–1555  | Josef von Taxis (* 1506; † 21. Oktober 1555 in Innsbruck), Hofpostmeister in Innsbruck und Leiter der Posten nach Augsburg, Wien und Freiburg |
| 1555–1564  | Gabriel II. von Taxis (* 1528; † 6. August 1583 in Innsbruck), Aufgaben wie Josef von Taxis |
| 1564       | Teilung der Hofpost nach Ferdinands Tod in drei unabhängige Postanstalten. |
| 1564–1583  | Gabriel II. von Taxis wird Leiter der Post im Erzherzogtum Tirol und den Vorlanden unter Erzherzog Ferdinand |
| 1583–1613  | Paul von Taxis (* 1563; † 5. August 1613 in Innsbruck), Tiroler Postmeister ab 29. September 1583 |
| 1615–1620  | Andreas von Taxis (* 1587; † 16. Oktober 1620 in Innsbruck) |
| 1620–1645  | Wolfgang Theoderich (* 1589; † 9. September 1661 in Innsbruck), Freiherr ab 20. Oktober 1642 |
| 1620–1661  | daneben Paul II. von Taxis (* 1599; † 3. September 1661 in Innsbruck), Freiherr ab 27. Juli 1645 |
| 1646       | am 3. August Bestätigung des Hofpostmeisteramtes mit Postkursen als erbliches Lehen |
| 1661–1685  | Franz-Werner, Freiherr von Taxis mit Namenserweiterung auf „von Thurn, Valsassina und Taxis“, (* 1643; † 9 (6.). April 1685 in Innsbruck) |
| 1665       | Nach dem Tod des Tiroler Erzherzogs Sigismund Franz von Tirol einheitliche Führung der Habsburger Stammlande unter Kaiser Leopold I., trotzdem Beibehaltung der Innsbrucker Postanstalt. Der Antrag für eine Übernahme durch Johann Wenzel, Graf von Paar scheiterte     |
| 1680       | am 19. September Erhebung in den erblichen Reichsgrafenstand durch Kaiser Leopold I. |
| 1685–1695  | Sigmund Maximilian, Graf von Thurn, Valsassina und Taxis, Bruder von Franz-Werner (* 1643; † 31. August 1695 in Innsbruck) |
| 1695–1726  | Franz Nikolaus, Graf von Thurn, Valsassina und Taxis, Sohn von Franz-Werner (* 1662; † 9. Juli 1726 in Innsbruck) |
| 1727–1760  | Leopold Franz Maria, Graf von Thurn, Valsassina und Taxis, (* 1688; † 27. Februar 1760 in Innsbruck) |
| 1760–1790  | Joseph Sebastian, Graf von Thurn, Valsassina und Taxis, (* 1729; † 3. Januar 1790 in Innsbruck) |
| 1769       | am 11. November Bildung einer Innsbrucker Postkommission, Inkammerierung der Post in Tirol und den vorderösterreichischen Ländern im Brief- und Paket-Verkehr |
| 1774       | Unterstellung der Tiroler Post unter die Wiener Hofpostkommission, Verpachtung des vorderösterreichischen Postgeneralats an die Thurn und Taxis |
| 1791–1834  | Alexander Maria Joseph, Graf von Thurn, Valsassina und Taxis (* 1765; † 19. Dezember 1868 in Schwaz), nur noch nominell. Erhielt 1813 vom Königreich Bayern als neuer Tiroler Landesherrschaft die Südtiroler Burg Reifenstein als Abfindung für verbliebene Postrechte. |
| 1834–1876  | Josef Thadäus, Graf von Thurn, Valsassina und Taxis (* 1794; † 19. Dezember 1868 in Schwaz), nur noch nominell |